# Фишер, Деб
Деб Фишер (англ. Debra Strobel "Deb" Fischer, 1 марта 1951 года, Линкольн, штат Небраска) — американский политик-республиканец, фермер, с 2013 годах младший сенатор от штата Небраска.

## Биография
В 1988 году получила степень бакалавра образования в Университете Небраски в Линкольне.
В 2005—2013 годах была членом законодательного собрания Небраски.
В 2012 году впервые избрана в сенат США от штата Небраска и находится на своем первом избирательном сроке. Сенатор Фишер является членом Комитета по вооруженным силам, Комитета по торговле, науке и транспорту, Комитета по окружающей среде и общественным работам, Комитета по вопросам индейцев, Комитета по малому бизнесу и предпринимательству.
В 2014 году была членом делегации сенаторов США прибывшей с официальным визитом в республику Молдову.
В 2018 и 2024 году Фишер вновь была избрана в Сенат США.

## Законодательное собрание Небраски (2005—2013 гг.)

### Выборы
В 2004 году Фишер баллотировался в Законодательное собрание Небраски от 43-го законодательного округа штата Сандхиллс. На беспартийных предварительных выборах она заняла второе место из семи, получив 2226 голосов (25,1%); лидер Кевин Т. Куксли получил 2264 голоса (25,5%). На всеобщих выборах она победила Куксли, набрав 8178 голосов против его 8050, с перевесом 50,4—49,6%.
В 2008 году она без сопротивления выиграла переизбрание. Закон штата Небраска об ограничении срока полномочий не позволял ей баллотироваться на переизбрание в 2012 году.

### Срок пребывания на должности
Район Фишера был географически самым большим в Законодательном собрании Небраски, включая 12 округов и часть 13 округа. Во время своего пребывания в законодательном органе она вела еженедельную радиопередачу на семи станциях, освещающих ее район, и вела еженедельную колонку, напечатанную в нескольких газетах.
В 2007 году она помогла обструктировать законопроект, запрещающий курение на рабочих местах и в общественных местах по всему штату.
В 2009 году Фишер был одним из четырнадцати соучредителей L.B. 675, который требовал, чтобы поставщики абортов отображали ультразвуковые изображения плода по крайней мере за один час до аборта в таком положении, чтобы лицо, ищущее аборт, могло легко их увидеть. Представитель Национального комитета по праву на жизнь заявил, что закон Небраски строже, чем в других штатах, который требует только, чтобы клиент спросил, хочет ли она увидеть ультразвуковое изображение. Мера была принята 40 голосами против 5 и была подписана губернатором Дэйвом Хейнманом.
Фишер была председателем Комитета по транспорту и телекоммуникациям и помогла провести Закон о строительстве штата Небраска через однопалатный комитет. Этот законопроект отдавал приоритет четверти процента государственного налога с продаж для инфраструктурных проектов.